# 维克拉加尔迪奥勒
维克拉加尔迪奥勒（法語：Vic-la-Gardiole，法語發音：[vik la gaʁdjɔl]）是法国埃罗省的一个市镇，位于该省中部，属于蒙彼利埃区。

## 地理
维克拉加尔迪奥勒（43°29'23"N, 3°47'48"E）面积18.49 平方千米，位于法国奧克西塔尼大區埃罗省，该省份为法国南部沿海省份，南濒地中海，西南接奥德省，西北接塔恩省和阿韦龙省，东北与加尔省接壤。
与维克拉加尔迪奥勒接壤的市镇（或旧市镇、城区）包括：弗龙蒂尼昂、法布雷格、日让、米尔瓦勒、马格洛讷新城。

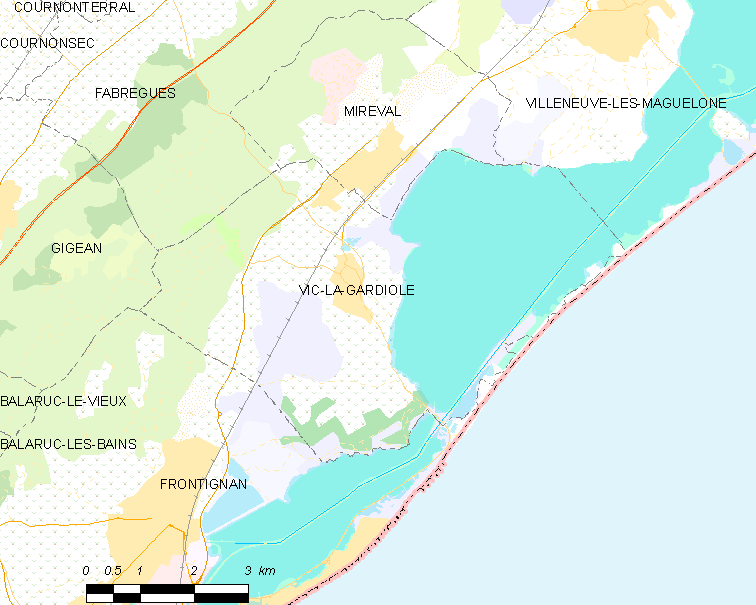
维克拉加尔迪奥勒的OSM定位图

维克拉加尔迪奥勒的时区为UTC+01:00、UTC+02:00（夏令时）。

## 行政
维克拉加尔迪奥勒的邮政编码为34110，INSEE市镇编码为34333。

## 政治
维克拉加尔迪奥勒所属的省级选区为弗龙蒂尼昂县。

## 人口

1962-2008年间维克拉加尔迪奥勒人口变化图示

维克拉加尔迪奥勒于2022年1月1日时的人口数量为3413人。